# 渡邉和則
渡邉 和則（わたなべ かずのり、男性、1975年7月30日 - ）は、日本の元プロシュートボクサー。京都府京都市出身。京賀塾所属。
元プロシュートボクサーの渡邉卓也は実弟。

## 略歴
- 1998年11月15日、第10回関西グローブ空手交流大会 重量級 優勝。
- 1999年10月10日、龍生塾京都道場を実兄らと共に立ち上げる（龍生塾所属となる）。
- 1999年11月7日、「ＳＨＯＯＴ！！ザ・超合金～バトル・クィーン・グランプ リ」で藤田飛龍に3-0の判定勝ち。
- 2000年3月26日、シュートボクシング第14回関西アマチュア大会 重量級 優勝。
- 2000年5月21日、SHOOT BOXING "INVADE" 3rd STAGEのYU IKEDA戦でプロデビューし、判定負け。
- 2000年6月4日、どついたるねん7で土蔵浩嗣に2R TKO勝ち。
- 2000年11月3日、どついたるねん福知山で瀧口隼人に判定負け。
- 2002年3月31日、SHOOT BOXING The age of "S" Vol.2でYU IKEDAと再戦するも5RKO負け[1]。
- 2002年8月25日、どついたるねん9で伊賀弘治に3RKO負け。
- 2004年4月18日、SHOOT BOXING ∞-S 〜infinity-S〜 Vol.2で高橋渉に判定勝ち[2]。
- 2006年10月22日、THE FORCE IVで、重虎に判定勝ち。
- 2007年4月、龍生塾から龍栄武舘に移籍。現在は京賀塾指導員。

## 戦績
| キックボクシング 戦績 | キックボクシング 戦績 | キックボクシング 戦績 | キックボクシング 戦績 | キックボクシング 戦績 | キックボクシング 戦績 | キックボクシング 戦績 |
| --------------------- | --------------------- | --------------------- | --------------------- | --------------------- | --------------------- | --------------------- |
| 7 試合                | (T)KO                 | 判定                  | その他                | 引き分け              | 無効試合              |                       |
| 3 勝                  | 1                     | 2                     | 0                     | 0                     | 0                     |                       |
| 4 敗                  | 2                     | 2                     | 0                     | 0                     | 0                     |                       |

| 勝敗 | 対戦相手 | 試合結果       | 大会名                                | 開催年月日     |
| ○    | 重虎     | 延長判定 3-0   | THE FORCE IV                          | 2006年10月22日 |
| ○    | 高橋渉   | 3R終了 判定3-0 | SHOOT BOXING ∞-S 〜infinity-S〜 Vol.2 | 2004年4月18日  |
| ×    | 伊賀弘治 | 3RKO           | どついたるねん9                       | 2002年8月25日  |
| ×    | YU IKEDA | 5RKO           | SHOOT BOXING The age of "S" Vol.2     | 2002年3月31日  |
| ×    | 瀧口隼人 | 3R終了 判定0-3 | どついたるねん福知山                  | 2000年11月3日  |
| ○    | 土蔵浩嗣 | 2R TKO         | どついたるねん7                       | 2000年6月4日   |
| ×    | YU IKEDA | 延長2R 判定1-2 | SHOOT BOXING "INVADE" 3rd STAGE       | 2000年5月21日  |